# Improperia
Prijekori (lat. Improperia) ili Puče moj su drevni napjev Velikoga petka koji se pjeva za vrijeme klanjanja svetom križu.

## Povijest
U početcima kršćanstva čašćenje križa se obavljalo na Zapadu u tišini. Prvi izvor na Zapadu za Prijekore je mozarapska liturgija i „Liber Ordinum” (7. st.). U 9. stoljeću u Galikanskoj liturgiji se uvodi pjevanje usklika Hagios o Theos... spojen s Prijekorima za vrijeme klanjanja svetom križu. Tako je navadena prksa iz galikanske liturgije ušla u rimsku liturgiju. U 9. stoljeću Prijekori se javljaju u Prudencijevom Pontifikalu te u 11. i 12. stoljeću  ulaze u uporabu diljem Europe. Od 1474. oblik nalazimo u Rimskom misalu.
Početne riječi imaju svoj korijen u knjizi proroka Miheja – „Narode moj što sam ti učinio...” (Mih 6,3-5).
Brojni renesansni i barokni skladatelji skladali su djela na tekst Prijekora. Između ostalih to su Felice Anerio, Francesco Antonio Vallotti, Giovanni Pierluigi da Palestrina, Orlando di Lasso.

### Članci
- Martinjak, Miroslav. 2024. Napjev za klanjanje svetom križu (PDF). Živo vrelo. Hrvatski institut za liturgijski pastoral. Zagreb. 41 (3): 38–40

## Vanjske poveznice

### Ostali projekti
|  | Wikizvor ima izvorni tekst Pisma koja se piva na veliki petak (Puče moj...) |